# Битва біля Ко-Чанга (1941)
Битва біля Ко Чанга відбулася 17 січня 1941 року під час франко-тайської війни, в якій флотилія французьких військових кораблів атакувала меншу групу тайських кораблів, яка включала броненосець берегової оборони. Результатом битви стала повна тактична перемога французьких військово-морських сил над Королівським флотом Таїланду. Водночас її стратегічним результататом французи скористатися не змогли через дипломатичне втручання Японії, яка домоглася припинення вогню вже через місяць після відповідної події.

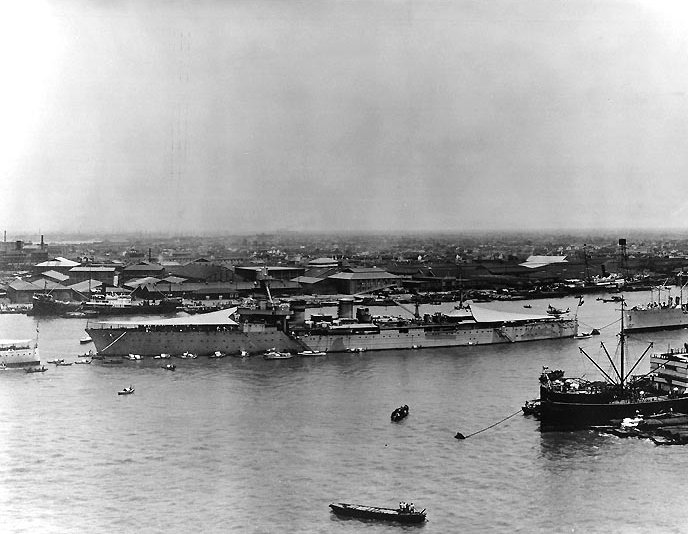
Флагман французів легкий крейсер «Lamotte-Piquet»

Легкий крейсер Lamotte-Piquet у супроводі 4 авізо раптовим нападом на світанку потопив два міноносці Таїланду, а броненосець берегової оборони був сильно пошкоджений та затонув на мілководді, звідки був пізніше піднятий.